# ウィリアム・ナイランダー

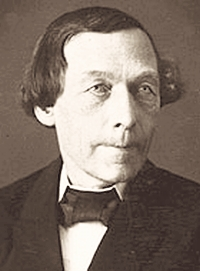
William Nylander (1885)

ウィリアム・ナイランダー（William Nylander、1822年1月3日 - 1899年3月29日）は、フィンランドの植物学者である。特に地衣類の研究で知られる。

## 生涯
フィンランド中部のオウルに生まれた。ヘルシンキ大学で医学を学んだ。動物学とくに昆虫学に転じ、その後植物学に研究分野を移した。1857年にヘルシンキ大学に新たに設けられた植物学の教授職に就任した。6年間教授職を務めた後、パリにでて、時折、パリ自然史博物館の仕事をするほかは組織に属さない研究者として過ごした。1878年にフィンランドから年金を受け取るが、パリで地衣類の膨大なコレクションを作り、世界的に地衣類の研究の指導者となった。3000の種を同定し、300にのぼる論文を執筆した。地衣類の研究に化学成分の分析などの手法を導入した。
ナイランダーは市街化した地域から地衣類が消滅していく現象について、最初に報告した生物学者の1人であり、地衣類が大気汚染の指標として用いられる基礎を築いた。ナイランダーは地衣類が菌類と藻類の共生体だと最初に提唱したジーモン・シュヴェンデナーの理論には激しく反対した。
50,000点に及んだ、ナイランダーの地衣類の標本は現在はヘルシンキ大学内のフィンランド自然史博物館に保存されている。